# Liste des monuments et sites historiques de la région de Kaffrine
Cet article recense les monuments et sites historiques de la région de Kaffrine au Sénégal.

## Liste
| Monument                            | Département | Localité | Coordonnées | Notes | Code Décret de 2007 | Illus. |
| ----------------------------------- | ----------- | -------- | ----------- | ----- | ------------------- | ------ |
| Site mégalithique de Keur Ali Ngane | Kaffrine    |          |             |       | KAOLACK01           |        |
| Site mégalithique de Sorokogne      | Kaffrine    |          |             |       | KAOLACK02           |        |
| Site mégalithique de Keur Modi Toy  | Kaffrine    |          |             |       | KAOLACK03           |        |
| Site mégalithique de Pathé Tiangaye | Kaffrine    |          |             |       | KAOLACK04           |        |
| Site mégalithique de Keur Ali Lobé  | Kaffrine    |          |             |       | KAOLACK05           |        |
| Site mégalithique de Kounou Mbayèn  | Kaffrine    |          |             |       | KAOLACK06           |        |